# Arrest Kühne & Heitz
Het arrest Kühne & Heitz is een uitspraak van het Europees Hof van Justitie
van 13 januari 2004 (zaak C-453/00), inzake:
- een onherroepelijke rechterlijke beslissing,
- nieuwe jurisprudentie van het Hof,
- een verzoek om herziening van de oorspronkelijke beschikking.

## Casus en procesverloop
Kühne & Heitz NV exporteerde kippenpoten die zodanig waren gesneden, dat een gedeelte van de rug er aan vast zat. Als exportsubsidie ontving zij restitutie op basis van de rubricering "pluimveepoten", hetgeen gedeeltelijk werd teruggevorderd na een nieuwe rubricering "overig", waar een ander tarief voor gold. Het bezwaar tegen deze terugvordering is door het Productschap voor Pluimvee en Eieren ongegrond verklaard. Het beroep ingesteld bij het College van Beroep voor het bedrijfsleven is in 1991 verworpen, zonder dat het Hof is verzocht om een prejudiciële beslissing.
In nieuwe jurisprudentie van het Hof in een soortgelijke zaak, het arrest Voogd (1994), is de rubricering "pluimveepoten" gedefinieerd. Volgens dit arrest vallen de kippenpoten-met-rugdeel van Kühne & Heitz wel degelijk onder de rubricering "pluimveepoten" en de bijbehorende tariefindeling. Met een beroep op dit arrest heeft Kühne & Heitz in december 1994 bij het Productschap een verzoek om terugbetaling ingediend. Dit verzoek is afgewezen (en het bezwaar is ongegrond verklaard) omdat het strekte tot betwisting van een eerdere beschikking die (door het College van Beroep in stand gelaten en daarmee) definitief was geworden.
Kühne & Heitz heeft daarop het College van Beroep om vernietiging van deze afwijzende beschikking verzocht en daarbij gevorderd:
(1) herziening van de tariefindeling van de kippenpoten-met-rugdeel,
(2) terugbetaling van de van haar teruggevorderde restituties, en
(3) een aanvulling op restituties die volgens een onjuist tarief zijn berekend.
Deze rechter heeft het Hof verzocht om een prejudiciële beslissing. In dit verband heeft de verwijzende rechter vastgesteld, dat het Productschap bevoegd is om op zijn besluit terug te komen.

25. De verwijzende rechter heeft (...) gepreciseerd dat naar Nederlands recht een bestuursorgaan steeds de bevoegdheid heeft terug te komen op een definitief geworden besluit, mits de belangen van derden in acht worden genomen, en dat onder omstandigheden het bestaan van een dergelijke bevoegdheid een verplichting tot intrekking van een dergelijk besluit kan impliceren, (...)

## Rechtsvraag
De vraag of een nationale beschikking die definitief is geworden, volgens het gemeenschapsrecht moet worden herzien en eventueel ingetrokken door het bestuursorgaan waarvan het afkomstig is, wanneer deze beschikking in strijd blijkt te zijn met een later door het Hof gewezen arrest.

## Uitspraak Hof
Het Hof heeft bepaald, dat op grond van artikel 10 EG-Verdrag een bestuursorgaan een eerder definitief besluit moet heroverwegen wanneer aan de volgende voorwaarden is voldaan:
- het bestuursorgaan is naar nationaal recht bevoegd om op het besluit terug te komen;
- het in geding zijnde besluit is definitief geworden ten gevolge van een uitspraak van een nationale rechterlijke instantie, waarvan de beslissing niet vatbaar is voor hoger beroep;
- de uitspraak, gelet op een latere uitspraak van het Hof, berust op een onjuiste uitleg van het gemeenschapsrecht en is gegeven zonder dat het Hof is verzocht om een prejudiciële beslissing;
- de betrokkene heeft zich direct na kennis te hebben genomen van de latere rechtspraak van het Hof tot het bestuursorgaan gewend.